# Juli Veee
Juli Veee   (Budapest, 22 de febrer de 1950) és un exfutbolista estatunidenc, d'ascendència hongaresa, de la dècada de 1970.
Fou 4 cops internacional amb la selecció dels Estats Units. Pel que fa a clubs, destacà a Los Angeles Aztecs, San Diego Sockers, Lierse i Standard Liège, entre d'altres.
L'any 2005 es convertí en entrenador de La Costa Canyon High School.